# Ромеро, Марсело
Марсело Ромеро (исп. Clever Marcelo Romero Silva; род. 4 июля 1976, Монтевидео) — уругвайский футболист, выступавший на позиции полузащитника. Известен по выступлениям за «Малагу» и сборную Уругвая.

## Клубная карьера
Марсело родился в Монтевидео, где выступал за местный «Дефенсор Спортинг». В 1996 году полузащитник подписал контракт с одним сильнейших клубов Уругвая, «Пеньяролем». За «черно-желтых» Ромеро провёл 84 матча и забил 5 мячей. В 1997 и 1999 годах вместе с командой он выигрывал чемпионат Уругвая.
В середине 2001 года полузащитник заключил контракт с испанской «Малагой», где воссоединился со своим партнёром по сборной Дарио Сильвой. Он стал одним из ключевых футболистов команды, помог клубу добраться до 1/4 финала Кубка УЕФА, куда попал через Кубок Интертото. За команду из Андалусии Ромеро провёл более 100 матчей. Последние два сезона Марсело нечасто появлялся на поле, поэтому зимой 2007 года перешёл в команду, выступавшую в Сегунде, «Лусену». В новой команде он провёл год, приняв участие в 14 встречах.
4 февраля 2009 года он заключил соглашение с американским клубом «Каролина Рейлхокс», который выступал в национальной лиге США. После подписания контракта выяснилось, что у Ромеро была травма колена. Из-за проблем с коленом Марсело смог принять участие лишь в одном товарищеском матче за новую команду в рамках подготовке к сезону, а в апреле 2009 года клуб расторг соглашение с футболистом. В том же году Ромеро завершил свою карьеру.

## Международная карьера
20 сентября 1995 года в товарищеском матче против сборной Израиля, Ромеро дебютировал в сборной Уругвая. В 1997 и 1999 годах он в составе национальной команды принимал участие в Кубке Америки, где в 1999 он выиграл серебряные медали. В 2002 году Марсело попал в заявку сборной на участие в Чемпионате мира 2002. На мундиале полузащитник принял участие в двух матчах против сборных Сенегала и Франции.

## Достижения
Командные
 «Малага»
- Кубок Интертото — 2002

Международные
 Уругвай
- Кубок Америки по футболу — 1999